# Porr
Porr est une entreprise autrichienne de construction fondée en 1869.

## Références

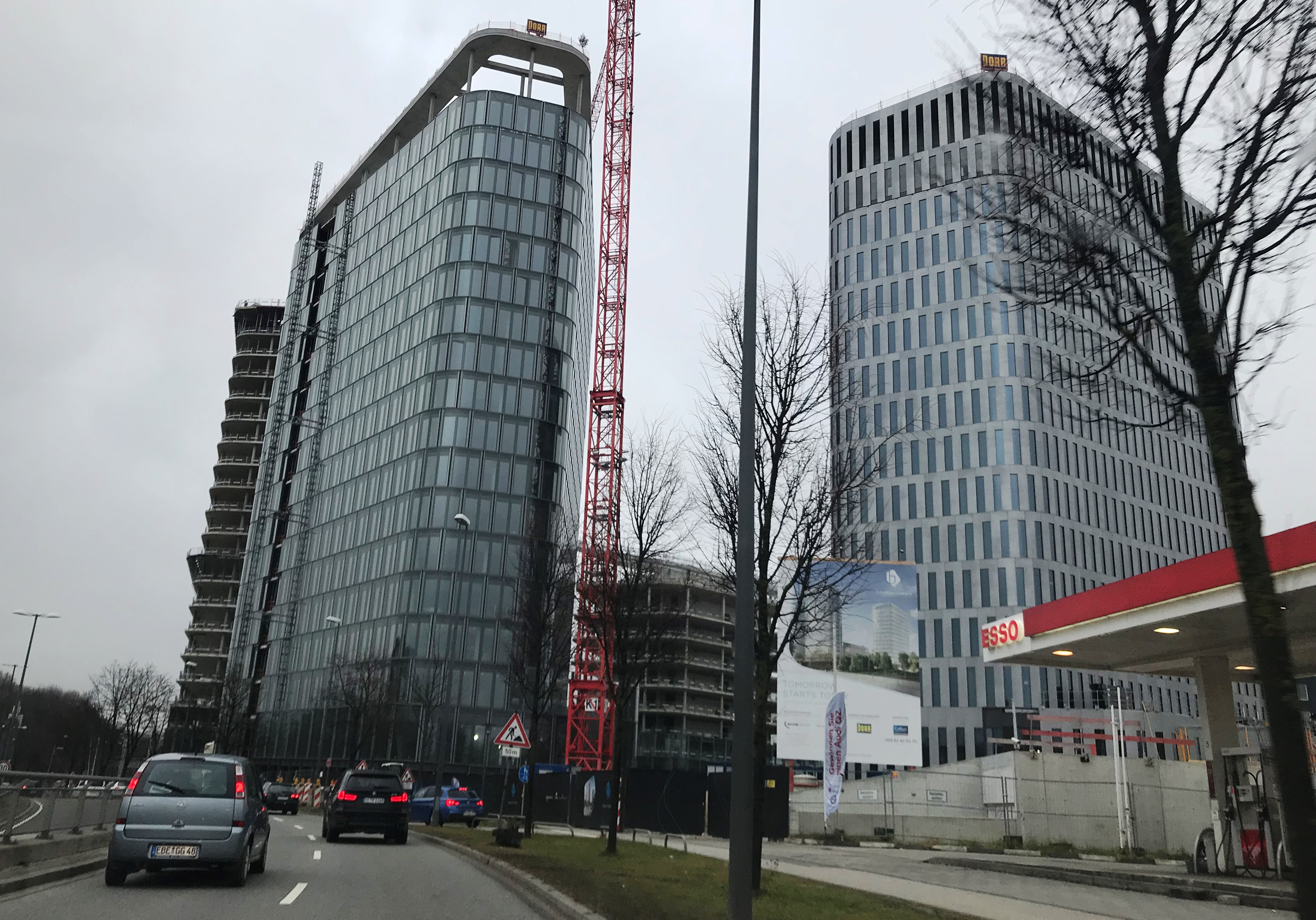
Batiments in München